# سايبرس (تكساس)
سايبرس (بالإنجليزية: Cypress)‏ هي مدينة أمريكية تقع في ولاية تكساس.ويبلغ عدد سكانها 122803 نسمة حسب إحصاء سنة 2010 م.

## أعلام
- ماري كاي أش
- هوفر جاي رايت
- فيليب مكدونالد